# Celes Ernesto Cárcamo
Celes Ernesto Cárcamo, né le 11 août 1903 à La Plata (Buenos Aires) et mort le 7 avril 1990, à Buenos Aires, est un psychiatre et psychanalyste argentin.

## Biographie
Son père, chimiste et pharmacien, est originaire d'Espagne, sa mère, née en Argentine, est d'une famille de grands propriétaires terriens, aux origines basques françaises. Il lit L'Interprétation des rêves de Freud très jeune, puis s'inscrit à la faculté de médecine de l'université de Buenos Aires, tout en suivant des cours de philosophie. Il se spécialise en neuropsychiatrie, et travaille dans le service du professeur Mariano Rafael Castex (es), à l'Hospital de Clínicas José de San Martín, qui dépend de l'université.
Il se forme à la psychanalyse en France et, sur les conseils de Marie Bonaparte, s'inscrit à l'Institut psychanalytique de la Société psychanalytique de Paris. Il fait une analyse didactique avec Paul Schiff, et des supervisions avec Rudolph Loewenstein et Charles Odier. C'est là qu'il rencontre Ángel Garma, qui projette de s'installer en Argentine. Ils rejoignent ce pays en 1939. Celes Ernesto Cárcamo prend la direction de la section de psychiatrie et de psychothérapie de l'hôpital universitaire Durand.
Celes Ernesto Cárcamo fait des analyses didactiques et des contrôles afin de former des psychanalystes, dans la perspective de la création d'une société de psychanalyse. Il participe activement à la fondation de l'Association psychanalytique argentine, d'abord comme secrétaire en 1942, puis comme directeur des publications en 1943, lors de la création de la revue Revista de Psicoanálisis. Il devient le deuxième président de l'APA, en 1944-1945. Il donne des cours à l'Institut de formation de l'APA et à la faculté de médecine de Buenos Aires, et traduit en espagnol Le Moi et les mécanismes de défense, d'Anna Freud, et le Traité de psychopathologie, d'Eugène Minkowski.

## Distinctions
Il reçoit le prix Konex de platine pour son œuvre dans le domaine de la psychanalyse.

## Publications
- « Quetzalcoatl : le dieu serpent à plumes de la religion maya-aztèque », Revue française de psychanalyse, 1948, t.XII, n°1, p. 101-124.
- « Entrevista a los fundadores », III, Celes E. Cárcamo, Revista psicoanálitica, APA, 1984, XLI, n°6, p. 987-1000.
- Escritos, Buenos Aires, Kargieman, 1992, 482 p..